# إنريكو بيتشيوني
إنريكو بيتشيوني (بالإيطالية: Enrico Piccioni)‏ هو لاعب كرة قدم ومدرب كرة قدم إيطالي في مركز قلب الدفاع، ولد في 23 نوفمبر 1965 في سان بينيدتو دل ترونتو في إيطاليا. لعب مع نادي إمبولي ونادي بارما ونادي باليرمو ونادي بيروجيا ونادي كاتانزارو ونادي كريمونيسي ونادي مانتوفا.

## وصلات خارجية
- إنريكو بيتشيوني على موقع قاعدة بيانات كرة القدم.إي يو (الإنجليزية)
- إنريكو بيتشيوني على موقع عالم كرة القدم.نت (الإنجليزية)